# 숨은 창 닫기
"숨은 창 닫기"(High And Dry)는 한국에서 제작된 정희성 감독의 2000년 드라마 영화이다. 이동욱 등이 주연으로 출연하였다.

## 출연

### 주연
- 이동욱
- 유인수
- 이지현

## 기타
- 조명: 문형준